# Bahamatroepiaal
De bahamatroepiaal (Icterus northropi) is een zangvogel uit de familie Icteridae (troepialen). De vogel werd in 1890 door de Amerikaanse vogelkundige  Joel Asaph Allen geldig beschreven en vernoemd naar het echtpaar dat de vogels verzamelde (fam. Northrup). Het is een ernstig bedreigde, endemische vogelsoort op de Bahama's.

## Kenmerken
De vogel is 20 tot 22 cm lang. Het is een troepiaal met een slanke snavel. De kop, borst en bovenkant van de vogel zijn zwart. De buik, onderstaartdekveren en de anaalstreek zijn geel gekleurd. Het zwart op de rug heeft een groen-bruine glans. De bovensnavel is zwart en de ondersnavel blauwgrijs, het oog is donkerbruin en de poten zijn blauwgrijs.

## Verspreiding en leefgebied
Deze soort is endemisch op de Bahama's op de eilandgroep Andros (North Andros, South Andros en Mangrove Cay). Het leefgebied is half open bos, maar ook aanplantingen van kokospalmen en als hakhout beheerd loofbos.

## Status
De bahamatroepiaal heeft een beperkt verspreidingsgebied en daardoor is de kans op uitsterven aanwezig. De grootte van de populatie werd in 2016 door BirdLife International geschat op 93 tot 180 volwassen individuen. De populatie-aantallen nemen af door de introductie van uitheemse diersoorten en habitatverlies. De broedparasiet de glanskoevogel (Molothrus bonariensis), maar ook ingevoerde soorten ratten en verwilderde katten vormen bedreiging voor de eieren en jongen van deze troepiaal. Daarnaast wordt bosgebied omgezet in gebied voor agrarisch gebruik en menselijke bewoning. Om deze redenen staat deze soort als ernstig bedreigd op de Rode Lijst van de IUCN.